# Miquel Valdés i Padró
Miquel Valdés i Padró (Barcelona, 13 d'octubre de 1867 - Barcelona, 5 de maig de 1951) fou un futbolista i empresari català.
Fou un dels membres fundadors del Català FC el 1899 però immediatament passà al FC Barcelona, on fou un dels primers jugadors que vestí la samarreta del club. El seu primer partit fou el segon que disputà el club, el dia 24 de desembre de 1899, en una victòria per 3 a 1 davant l'FC Català. La temporada 1901 fou el màxim golejador de l'equip i el 1902 es proclamà campió de la Copa Macaya, primer títol oficial del club. A més, al seu local a la Rambla s'hi celebraren nombroses reunions del club i més endavant en fou mecenes. Diferències amb els seus companys provocaren el seu ingrés a l'Hispània AC i poc després abandonà el futbol. Anys més tard, retornà al FC Barcelona com a directiu arribant a ser vicepresident el 1931.
Abans del futbol havia practicat diversos esports, entre ells l'atletisme on guanyà diverses proves atlètiques. Fou el primer atleta català que fou cronometrat en la distància de 100 metres llisos, el dia 18 de novembre de 1900 a Barcelona, assolint una marca de 12 segons. També havia practicat la boxa, l'aixecament de pes o el rem.
L'any 1905 fundà la Loteria Valdés a la Rambla de Barcelona número 95. Es convertí en una de les administracions de loteria més populars del país. L'any 1946 repartí la grossa de Nadal, repetint cinc cops més fins al 1988, a més de donar 4 primers premis del sorteig del Nen.
Fou mecenes de la Unió Atlètica d'Horta.

## Palmarès
1 Copa Macaya: 1901-1902